# Upstream (Album)
Upstream (deutsch „flussaufwärts“) ist ein Jazzalbum von Ben Perowsky, John Medeski und Chris Speed. Die am 13. Mai 2014 in Woodstock, New York, entstandenen Aufnahmen erschienen am 19. November 2019 als Download bei Bandcamp.

## Hintergrund
Perowsky, Medeski und Speed haben seit den 1990er-Jahren in verschiedenen Formationen zusammengearbeitet, traten jedoch 2007 erstmals als Trio unter dem Namen RedCred auf. Die drei Musiker, die regulär in New York City arbeiten, trafen sich regelmäßig zu Jamsessions in den Catskill-Bergen, um dann eine Reihe von Originalkompositionen von Medeski und Perowsky aufzunehmen; hinzu kamen zwei Hommagen an Wayne Shorter und Jaco Pastorius. „Face on the Barroom Floor“ ist Perowskys Arrangement einer Wayne-Shorter-Komposition aus einem Duett mit Joe Zawinul auf dem Weather-Report-Album Sportin’ Life (1985). Das Trioalbum beginnt mit der Jaco-Pastorius-Komposition „Dania“. „Paul“ ist dem 2011 verstorbenen Schlagzeuger Paul Motian gewidmet. „Sidecar“, geschrieben von Miles Davis, wurde zunächst mit dessen Quintett 1968 aufgenommen, aber erst auf dessen Album Circle in the Round veröffentlicht.

## Titelliste

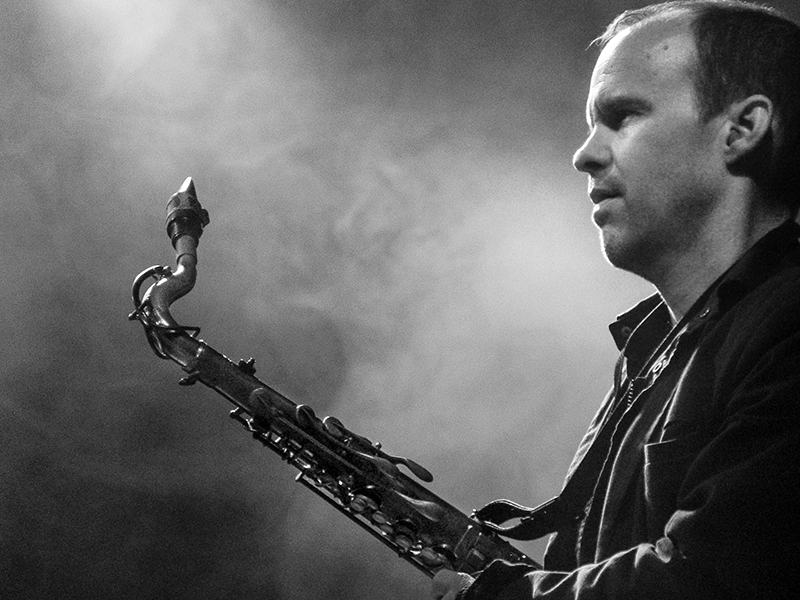
Chris Speed 2010

- Ben Perowsky, John Medeski, Chris Speed: Upstream
  1. Dania (Pastorius) 6:20
  2. Meta (Medeski) 8:17
  3. Kanape (Perowsky) 6:07
  4. Paul (Perowsky, Medeski, Speed) 5:16
  5. Worms (Medeski) 8:08
  6. Face on the Barroom Floor (Wayne Shorter) 4:56
  7. Sidecar (Miles Davis) 6:58
  8. Love and the Apocalypse (Perowsky) 7:05

## Rezeption
Nach Ansicht von J.D. Considine, der das Album in Down Beat rezensierte, bedeute für die meisten Jazz-Hörer bedeutet die Kombination von Hammond B-3, Tenorsaxophon und Schlagzeug „Orgel-Trio“. Selbst wenn sie Sidemen sind, dominierten Organisten den Klang eines kleinen Ensembles. Das vertraute Schnurren und Knurren der Tastatur führt unweigerlich zu einem freundlichen Vokabular aus Blues-Licks und Soul-Grooves. Zwar sei davon auch auf Upstream zu hören, auch wenn der Organist John Medeski die offensichtlichsten und altmodischsten Wendungen des Orgeljazz geschmacksicher meide. Trotzdem sei dies am Ende kein Orgel-Trio-Album, denn Medeskis Sound gebe selbst in seiner Leslie-Form immer dem unbestreitbaren Groove und der Artikulation des Schlagzeugers Ben Perowsky nach, dessen Spiel letztendlich Upstream definiere. Was Upstream antreibe, hat jedoch weniger mit seinem technischen Kommando Perowskys als mit seinem konzeptionellen Engagement zu tun. Ob durch das nervöse Spiel hinter dem Blues von „Kanape“ oder den verträumten, suggestiven Puls von „Meta“, Perowskys Trommeln treibe und lenke die Musik und nutze seine Akzente und Räume, um das Beste aus seinen Bandkollegen herauszuholen.

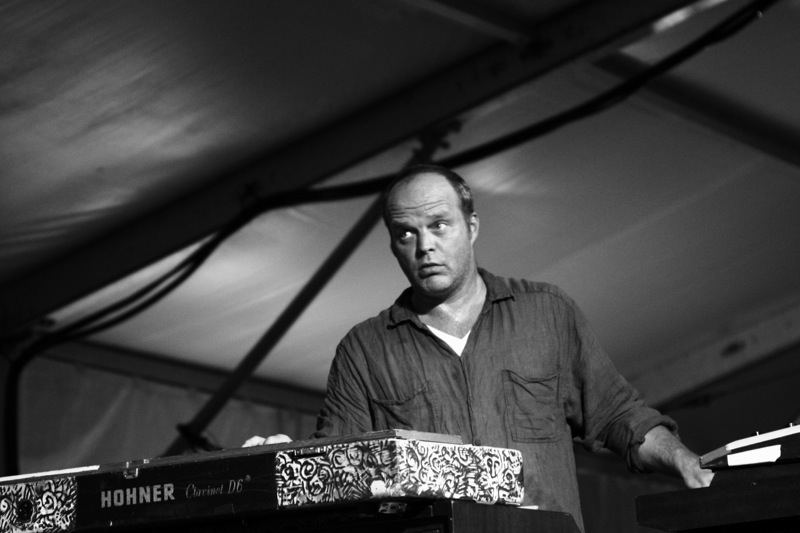
John Medeski (2007)

Andrew Hamlin schrieb in JazzTimes, Upstream sei eine subtile Session, geeignet, das lange Zuhören zu belohnen. „Dies sind drei Männer, die sich in der Gesellschaft der anderen entspannen und einfache, aber mächtige Dinge bekräftigen, die wir für selbstverständlich halten sollten, aber gerade heute nicht können.“ In seinem Resümee lobt der Autor „die Freiheit, sich an anderen zu erfreuen, andere zu bereichern, Weisheit von anderen zu übernehmen.“
Matt Callar zeichnete das Album in Allmusic mit fünf Sternen aus und schrieb: „Perowsky verankert diesen lebendigen Post-Bop-Eintopf, dessen rauschender Funk- und Swing-Rhythmus den Sound der Band antreibt.“ Peroswky und Medeski spielten mit einer Serpentinen-haften Logik und böten eine strukturierte Landschaft aus dicken Akkordgrooves, die Speed mit messerscharfer Präzision durchschneide. Ästhetischer Klebstoff in Upstream sei die Materialwahl des Trios.
Fred Kaplan zählte das Album in Slate zu den besten Neuveröffentlichungen des Jahres und fand, dies sei eine Session mit ungezwungener Atmosphäre, die Jaco Pastorius, Miles Davis, Wayne Shorter und ihre eigenen Exkurse in originellen Stilen behandelt.